# Inno nazionale dell'Isola di Man
L'inno nazionale dell'Isola di Man (in mannese: Arrane Ashoonagh, conosciuto anche come Arrane Ashoonagh dy Vannin) fu composto da William Henry Gill e scritto nella versione mannese da John Kneen.
Fu suonato la prima volta al Manx Music Festival il 21 marzo 1907.

## Testo
| O land of our birth, O gem of God's earth, O Island so strong and so fair; Built firm as Barrule, Thy Throne of Home Rule Make us free as thy sweet mountain air. When Orry, the Dane, In Mannin did reign, 'Twas said he had come from above; For wisdom from Heav'n To him had been giv'n To rule us with justice and love. Our fathers have told How Saints came of old, Proclaiming the Gospel of Peace; That sinful desires, Like false Baal fires, Must die ere our troubles can cease. Ye sons of the soil, In hardship and toil, That plough both the land and the sea, Take heart while you can, And think of the Man Who toiled by the Lake Galilee. When fierce tempests smote That frail little boat, They ceased at His gentle command; Despite all our fear, The Saviour is near To safeguard our dear Fatherland. Let storm-winds rejoice, And lift up their voice, No danger our homes can befall; Our green hills and rocks Encircle our flocks, And keep out the sea like a wall. Our Island, thus blest, No foe can molest; Our grain and our fish shall increase; From battle and sword Protecteth the Lord, And crowneth our nation with peace. Then let us rejoice With heart, soul and voice, And in The Lord's promise confide; That each single hour We trust in His power, No evil our souls can betide. |  | O Halloo nyn ghooie, O' Ch'liegeen ny s'bwaaie, Ry gheddyn er ooir aalin Yee; Ta dt' Ardstoyl Reill Thie, Myr Barrool er ny hoie Dy reayl shin ayns seyrsnys as shee. Tra Gorree yn Dane Haink er traie ec y Lhane, Son Ree Mannin v'eh er ny reih; 'S va creenaght veih Heose Er ny chur huggey neose Dy reill harrin lesh cairys as graih. Ren nyn ayryn g'imraa Va Nooghyn shenn traa, Yn Sushtal dy Hee fockley magh; Shegin yeearree peccoil, Myr far aileyn Vaal, Ve er ny chur mow son dy bragh. Vec ooasle yn Theihll, Ayns creoighys tooilleil, Ta traaue ooir as faarkey, Gow cree Ny jarrood yn fer mie, Ta coadey 'n lught-thie Ren tooilleil liorish Logh Galilee. D'eiyr yn sterrm noon as noal Yn baatey beg moal, Fo-harey hug Eh geay as keayn; Trooid ooilley nyn ghaue, Ta'n Saualtagh ec laue Dy choadey nyn Vannin veg veen. Lhig dorrinyn bra Troggal seose nyn goraa, As brishey magh ayns ard arrane; Ta nyn groink aalin glass Yn vooir cummal ass, As coadey lught-thie as shioltane. Nyn Ellan fo-hee, Cha boir noidyn ee, Dy bishee nyn eeastyn as grain; Nee'n Chiarn shin y reayll Voish strieughyn yn theihll As crooinnagh lesh shee 'n ashoon ain. Lhig dooin boggoil bee, Lesh annym as cree, As croghey er gialdyn yn Chiarn; Dy vodmayd dagh oor, Treish teil er e phooar, Dagh olk ass nyn anmeenyn 'hayrn. |